# Danny Lee

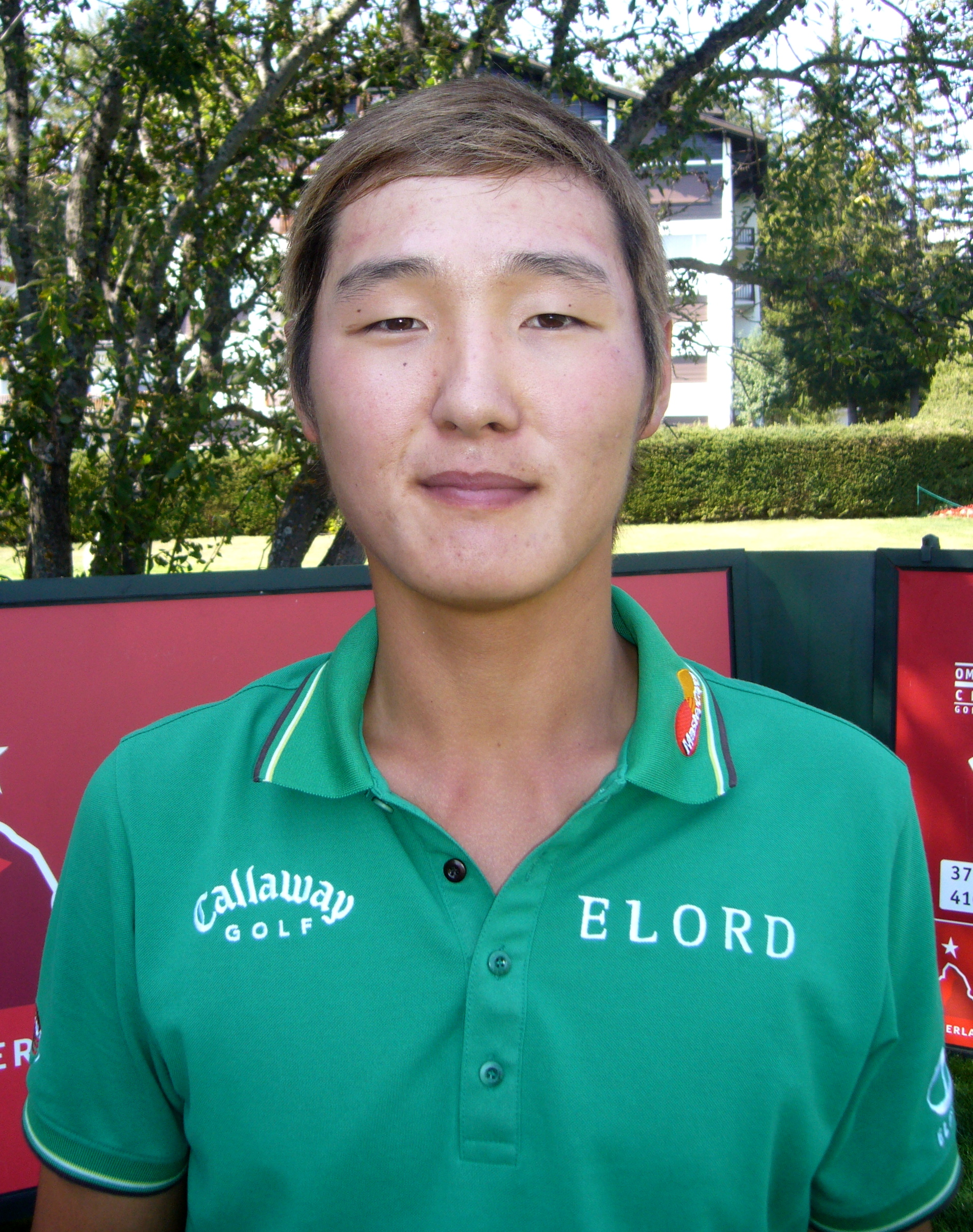
European Masters 2009

Danny Lee (Zuid-Korea, 1991) is een golfprofessional uit Nieuw-Zeeland. 

## Biografie
Lee is op 8-jarige leeftijd verhuisd van Zuid-Korea naar Nieuw-Zeeland. Doordat zijn moeder golft speelde, kwam hij in aanraking met de sport. Hij speelt op de Springfield Golf Club, waar zijn laagste score een ronde van 59 (-11) is.
Lee stond van augustus 2008 tot april 2009 op nummer 1 van de wereldranglijst van amateurs.

## Amateur
Lee heeft twee records op zijn naam staan als jongste winnaar ooit:
- US Amateur Open (2008)
- Johnnie Walker Classic (2009)

Op zondag 22 februari 2009 won hij het Johnnie Walker Classic op de golfbaan van The Vines Resort & Country Club (par 72) in Perth. Op dat moment was hij 18 jaar en 213 dagen oud en de jongste speler die ooit een Open van de Europese PGA Tour heeft gewonnen. Daarvoor stond het record op naam van de Zuid-Afrikaan Dale Hayes, die het Spaans Open won in 1971 en toen 18 jaar en 290 dagen was.
Lee is de tweede amateur die een Open heeft gewonnen, nadat Pablo Martin het Portugees Open in Estoril won in 2007. Lee eindigde het toernooi met een birdie, en vermeed daardoor een play-off. Het toernooi geldt voor de Europese, Aziatische en Australische Tour. Lee werd nog niet professional, want hij was uitgenodigd als beste amateur ter wereld voor de Masters in april.

### Gewonnen
- 2007: Nieuw-Zeeland Amateur Kampioenschap
- 2008: US amateurkampioenschap, jongste winnaar ooit, dat record stond op naam van Tiger Woods.
- 2008: Western Strokeplay en Western Amateur Kampioenschappen is de VS
- 2008: Lake Macquarie Amateur Kampioenschap in Australië
- 2008: North Island Strokeplay Kampioenschap, Grant Clements Memorial

### Teams
Namens Nieuw-Zeeland speelde Lee in:
- Clare Higson Trophy: 2006
- Australian Amateur Champs: 2007, 2008
- Lake Macquarie Amateur Kampioenschap: 2007, 2008
- Trans Tasman Cup: 2007 (juniorenteam), 2008 (herenteam)
- Four Nations Cup: 2007
- Asia Pacific (Nomura Cup) team 2007
- Riversdale Cup 2008
- Michael Bonallack Cup: 2008 (Asia Pacific)
- Eisenhower Trophy: 2008
- Under-23 Team Kampioenschappen: 2008 (winnaar individueel).
- Walker Cup: 2008

## Professional
Na de Masters in 2009 werd hij professional, hoewel hij als US Amateur-winnaar recht heeft om het US Open en het Brits Open te spelen. Hij mocht op de Amerikaanse PGA Tour in zeven toernooien proberen genoeg te verdienen om speelrecht voor 2010 te verdienen. Dit is niet gelukt, en hij is er ook niet in geslaagd de Second Stage van de Amerikaanse Tourschool te halen.

### Gewonnen
- 2009: Johnnie Walker Classic (ET)

### Teams
- World Cup: 2009